# Перрі (Айова)
Перрі (англ. Perry) — місто (англ. city) в США, в окрузі Даллас штату Айова. Населення — 7836 осіб (2020).

## Географія
Перрі розташоване за координатами 41°50′28″ пн. ш. 94°5′51″ зх. д. / 41.84111° пн. ш. 94.09750° зх. д. (41.841044, -94.097626).  За даними Бюро перепису населення США в 2010 році місто мало площу 10,82 км², з яких 10,81 км² — суходіл та 0,02 км² — водойми. В 2017 році площа становила 13,52 км², з яких 13,51 км² — суходіл та 0,01 км² — водойми.

## Демографія
Згідно з переписом 2010 року, у місті мешкали 7702 особи в 2792 домогосподарствах у складі 1870 родин. Густота населення становила 712 особи/км².  Було 3180 помешкань (294/км²).
Расовий склад населення:
| - 79,1 % — білих - 1,8 % — чорних або афроамериканців - 0,8 % — азіатів - 0,5 % — корінних американців - 0,1 % — вихідців з тихоокеанських островів - 14,1 % — осіб інших рас |

До двох чи більше рас належало 3,5 %. Частка іспаномовних становила 35,0 % від усіх жителів.
За віковим діапазоном населення розподілялося таким чином: 29,8 % — особи молодші 18 років, 56,4 % — особи у віці 18—64 років, 13,8 % — особи у віці 65 років та старші. Медіана віку мешканця становила 33,3 року. На 100 осіб жіночої статі у місті припадало 100,2 чоловіків;  на 100 жінок у віці від 18 років та старших — 97,2 чоловіків також старших 18 років.
Середній дохід на одне домашнє господарство  становив 51 499 доларів США (медіана — 42 225), а середній дохід на одну сім'ю — 59 681 долар (медіана — 55 119). Медіана доходів становила 37 357 доларів для чоловіків та 29 258 доларів для жінок. За межею бідності перебувало 13,8 % осіб, у тому числі 15,2 % дітей у віці до 18 років та 10,7 % осіб у віці 65 років та старших.
Цивільне працевлаштоване населення становило 3899 осіб. Основні галузі зайнятості: виробництво — 25,6 %, освіта, охорона здоров'я та соціальна допомога — 15,0 %, роздрібна торгівля — 10,1 %, мистецтво, розваги та відпочинок — 8,3 %.